# Kristallnacht (album)
Kristallnacht è un album in studio di John Zorn pubblicato nel 1993 dall'etichetta discografica giapponese Eva e poi nel 1995 dalla Tzadik Records, dello stesso artista.

## Accoglienza
| Recensione                | Giudizio |
| ------------------------- | -------- |
| AllMusic                  |          |
| Guy's Music Review        |          |
| The Penguin Guide to Jazz |          |

Joslyn Laune di Allmusic diede all'album quattro stelle e mezzo su cinque, scrivendo "John Zorn ha creato un'opera musicale che rappresenta con forza le diverse fasi di questo evento storico... L'impresa vigorosa di Zorn si concretizza attraverso l'esperta e appassionata musicalità". Guy Peters di Guy's Music Review disse "Kristallnacht è un tentativo di ricreazione musicale di uno dei capitoli più oscuri del regime nazista, con una musica che spazia dalla musica tradizionale e convenzionale al caos estremo quasi industriale... questo è ciò che rende possibile un album come Kristallnacht... Per fortuna ci sono diversi brani in cui trova un equilibrio molto più impressionante e sopportabile tra rumore inquietante e bellezza commovente, una combinazione che è caratteristica di molte delle uscite [di Zorn]. O forse si tratta di disturbare la bellezza e influenzare il rumore, non ne sono del tutto sicuro".

## Lista delle tracce
Tutte le musiche di John Zorn.
1. Shtetl (Ghetto Life) – 5:55
2. Never Again – 11:46
3. Gahelet (Embers) – 3:27
4. Tikkun (Rectification) – 3:02
5. Tzfia (Looking Ahead) – 8:49
6. Barzel (Iron Fist) – 2:02
7. Gariin (Nucleus - The New Settlement) – 7:59

## Formazione
- Anthony Coleman: tastiere
- Mark Dresser: contrabbasso
- Mark Feldman: violino
- David Krakauer: clarinetto, basso clarinetto
- Frank London: tromba
- Marc Ribot: chitarra elettrica
- William Winant: percussioni